# Ilm (přítok Sály)
Ilm je řeka ve spolkové zemi Durynsko v Německu. Je čtvrtou nejdelší durynskou řekou po Sále, Werre a Unstrutě. Délka řeky je 128,7 km. Plocha jejího povodí je 1042,7 km².

## Průběh toku
Vzniká soutokem tří potoků Freibach, Lengwitz a Taubach v Durynském lese, u obce Stützerbach, nacházejícím se jihozápadně od města Ilmenau v nadmořské výšce 575 m. Teče převážně severovýchodním směrem kopcovitou krajinou. Řeka má velice úzké povodí a tím i krátké přítoky, nepřesahující délky 20 km. Je to levostranný přítok
řeky Sály, ústící do ní nedaleko města Bad Sulza v nadmořské výšce 120 m.

### Přítoky
- zleva – Emsenbach (14 km)
- zprava – Wohlrose (17 km), Schwarza (13 km), Magdel (13 km), Krebsbach (16 km)

## Vodní režim
Průměrný průtok v ústí je 6,5 m³/s. Nejvyšších vodních stavů dosahuje na jaře a nejnižších v létě.

## Využití
Na řece je mnoho mlýnských a továrních hrází a slouží také k výrobě vodní energie. Leží na ní města Ilmenau, Langewiesen, Stadtilm, Kranichfeld, Bad Berka, Výmar, Apolda, Bad Sulza.